# 保羅·斯威尼

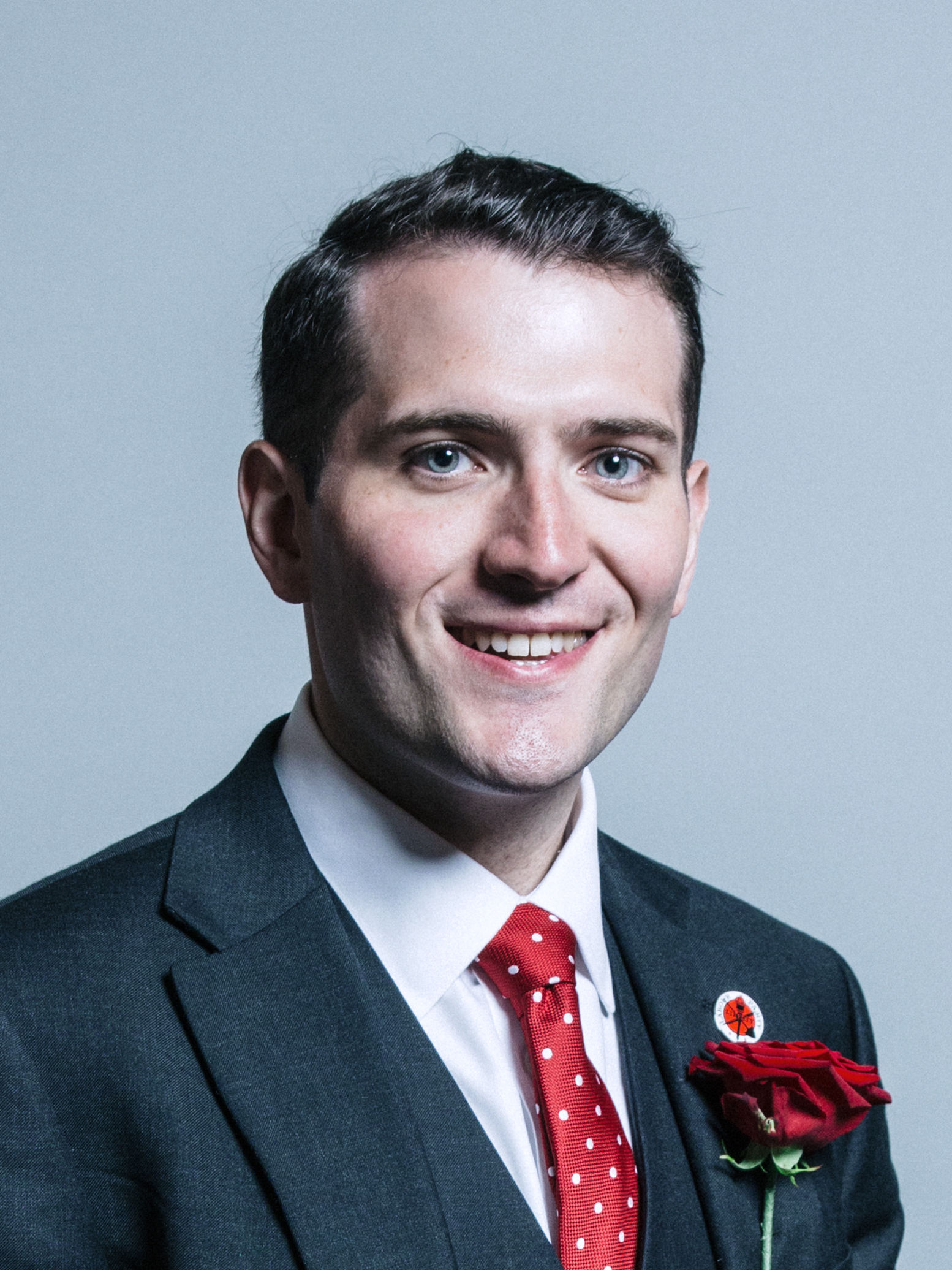

保羅·斯威尼（英語：Paul John Sweeney；1989年1月16日—）是英國的一位政治家，所屬政黨是工黨。他在2017年英國大選中當選東北格拉斯哥選區的議員，但在2019年未能連任。